# Liste der Fließgewässer im Flusssystem Warme Steinach
Die Liste der Fließgewässer im Flusssystem Warme Steinach umfasst alle direkten und indirekten Zuflüsse der Warmen Steinach, soweit sie namentlich auf der Topographischen Karte 1:10000 Bayern Nord (DK 10), im Kartenwerk des Stadtplandienstes der Euro-Cities AG oder im Kartenservicesystem des Bayerischen Landesamts für Umwelt (LfU) aufgeführt werden. Namenlose Zuläufe und Abzweigungen werden nicht berücksichtigt. Wenn sich der Gewässername nach dem Zusammenfluss zweier Gewässerabschnitte ändert, werden die beiden Zuflüsse als Quellzuflüsse separat angeführt, ansonsten erscheint der Teilbereichsname in Klammern. Die Längenangaben werden auf eine Nachkommastelle gerundet. Die Fließgewässer werden jeweils flussabwärts aufgeführt. Die orografische Richtungsangabe bezieht sich auf das direkt übergeordnete Gewässer.

## Warme Steinach
Die Warme Steinach ist ein 24,6 km langer rechter Zufluss des Roten Mains in Oberfranken. 

## Zuflüsse
Direkte und indirekte Zuflüsse der Warmen Steinach
- Mausbach (links)
  - Mähringbach (rechts)
- Kropfbach (rechts)
  - Moosbach (links)
    - Grassemannsbach (links)
      - Neuweiherbach (rechter Oberlauf)

    - Brücklesbächle (rechts)
- Reinbach (links)
- Reisigbach (links)
- Kleiner Farnbach (rechts)
- Kieselriedbach (links)
- Großer Farnbach (rechts)
- Finstergraben (rechts)
- Lochbach (rechts)
- Wurzbach (links)
  - Langenstockbachl (linker Quellbach)
    - Bärnlohebach (links)
    - Weißensteinbachl (links)

  - Mandleswiesenbachl (rechter Quellbach)
  - Dreibrunnenbachl (links)
- Felchrangenbach (links)
- Tiefenbachgraben (rechts)
- Felchrangenbächlein (links)
- Kleeleitenbach (rechts)
- Steinbach (links)
- Scherzerbach (links)
- Stephansbach (links)
- Sickerbach (rechts)
- Weißenbächlein (rechts)
  - Heßlach (links)
    - Lukasgraben (rechts)
- Ölgraben (rechts)
- Krebsbächlein (rechts)
- Bärenbächlein (links)
  - Katzbach (linker Quellbach)
  - Göraubach (rechter Quellbach)
- Hilpertsgraben (links)

## Flusssystem Roter Main
siehe Liste der Fließgewässer im Flusssystem Roter Main